# Спрингер, Роберт Клайд
Ро́берт Клайд «Боб» Спри́нгер (англ. Robert Clyde «Bob» Springer; род. 21 мая 1942, Сент-Луис) — астронавт НАСА. Совершил два космических полёта на шаттлах: STS-29 (1989, «Дискавери») и STS-38 (1990, «Атлантис»), полковник КМП США.

## Личные данные и образование

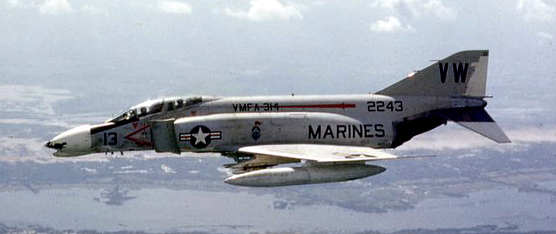
Самолёт F-4 Phantom в полёте.

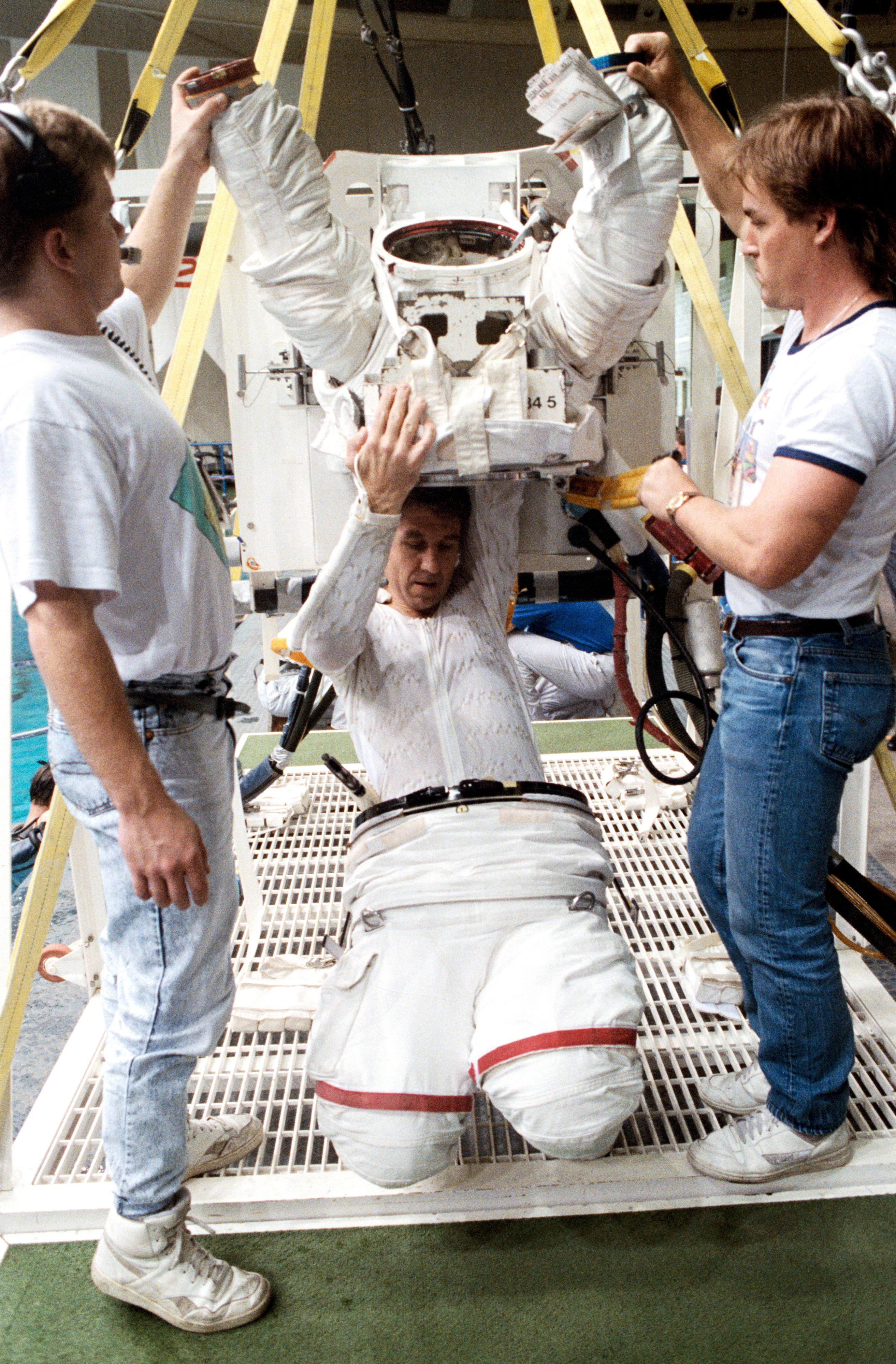
Спрингер (в центре) примеряет скафандр.

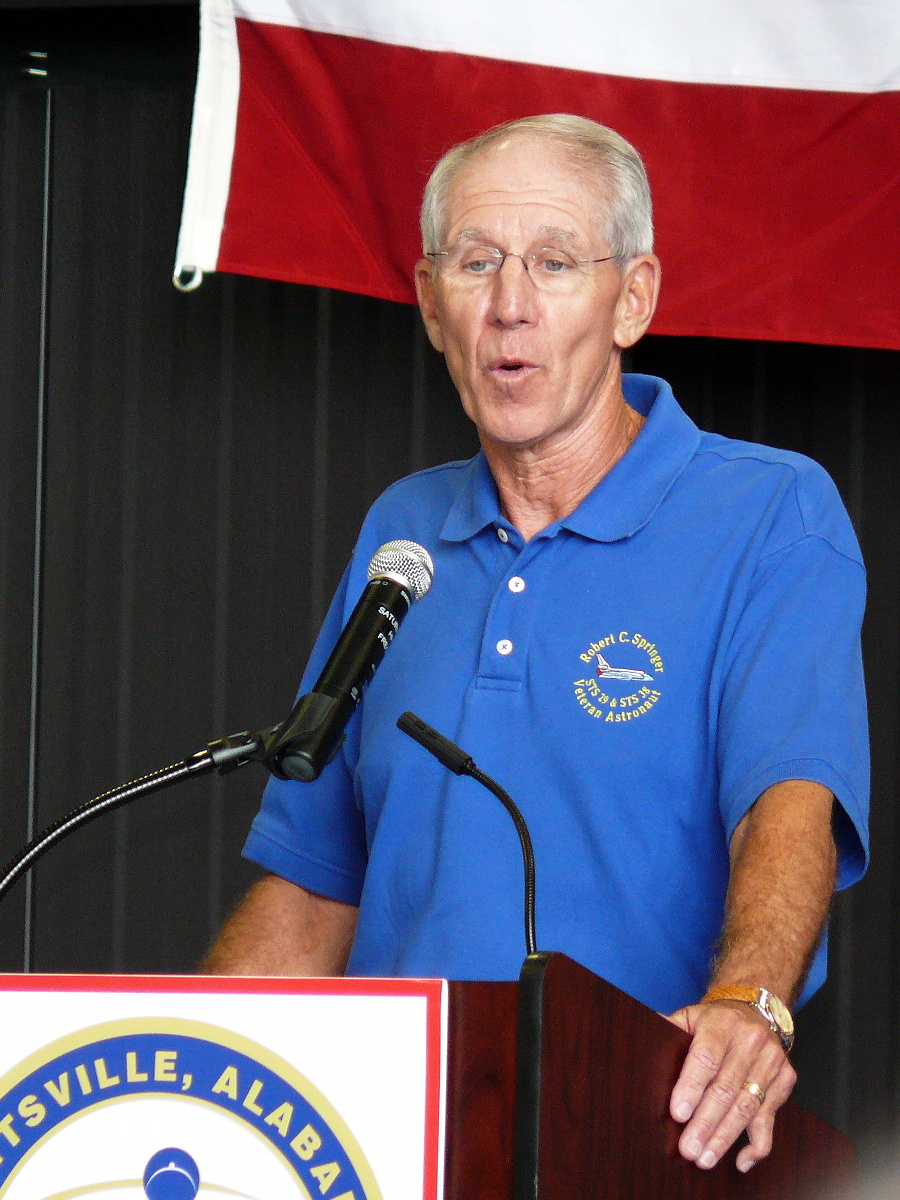
Спрингер — в Хантсвилле, Алабама, США.

Роберт Спрингер родился 21 мая 1942 года в Сент-Луисе (штат Миссури), но своим родным считает город Эшлэнд, в штате Огайо, где в 1960 году окончил среднюю школу. Принимал активное участие в движении «Бойскауты Америки», достиг второй ступени. В 1964 году получил степень бакалавра наук (военно-морское дело), в Военно-морской Академии США, в Аннаполисе (штат Мэриленд). В 1971 году, по окончании аспирантуры, получил степень магистра наук. Женат и имеет троих детей.

## До НАСА
В 1964 году поступил на службу в Корпус морской пехоты США, прошёл курс обучения в Школе подготовки летного состава на авиабазе морской пехоты в Квантико, штат Виргиния. Военно-морское командование для продолжения летной подготовки перевело его на авиабазу Пенсакола, во Флориду, а затем на авиабазу в Биивиль, Техас. После окончания обучения, в августе 1966 года, получил назначение в 513-ю эскадрилью «Макас» в Черри-Пойнт, штат Северная Каролина. Там Спрингер летал на F-4 Phantom. Впоследствии был переведён в 115-ю эскадрилью в городе Чу Лай, в Южном Вьетнаме, где совершил 300 боевых вылетов на F-4. В июне 1968 года Спрингер стал советником южнокорейского корпуса морской пехоты во Вьетнаме и совершил 250 боевых вылетов на самолётах O-1 Bird Dog и на вертолётах UH-1 Iroquois «Hueya». Спрингер вернулся в Соединённые Штаты для продолжения обучения в Аспирантуре ВВС в Монтерее, штат Калифорния, в 1971 году получил степень магистра наук в области исследований операций и системного анализа. В марте 1971 года был назначен в 3-е Авиационное морское крыло на авиабазу Морского Авиакорпуса в Эль Торо (Калифорния), где стал офицером анализа боевых действий подразделения. В 1972 году был переведён на авиабазу на Окинаве, Япония. Затем был переведён на авиабазу в Бьюфорт, Южная Каролина, где летал на F-4, а также на палубном истребителе ВМС «Топган». В 1975 году окончил Военно-морскую Школу лётчиков-испытателей на авиабазе Патаксент-Ривер в Мэриленде. Он испытал более 20 различных типов самолётов и вертолётов. В этом качестве выполнил первые полёты на вертолёте AH-1T. В 1978 году окончил Колледж при Штабе Вооружённых сил в Норфолке, штат Виргиния, и был назначен в Штаб-квартиру Военно-Морских сил, где на него были возложены обязанности по планированию оперативных действий Морских сил НАТОв Атлантике и на Ближнем Востоке. В мае 1980 года занимал пост помощника командующего Корпуса морских сил Атлантики, когда узнал о приглашении в НАСА. Общий налёт составляет более 4500 часов, из них 3500 — на реактивных самолётах.

## Подготовка к космическим полётам
В 1978 году принял участие в 8-м наборе астронавтов НАСА, был одним из 208 претендентов, но в отряд астронавтов зачислен не был. В мае 1980 года Спрингер был приглашён в НАСА в качестве кандидата в астронавты в составе девятого набора. Начал прохождение курса общекосмической подготовки (ОКП) с июля 1980 года. По окончании обучения в августе 1981 года получил квалификацию «специалист полёта» и назначение в Отдел астронавтов НАСА.

## Полёты в космос
- Первый полёт — STS-29[3], шаттл «Дискавери». C 13 по 18 марта 1989 года в качестве специалиста полёта. Помимо проведения научных экспериментов, в задачи STS-29 входили запуск и вывод на орбиту спутника-ретранслятора TDRS-4 (так же TDRS-D, от англ. Tracking and Data Relay Satellite). TDRS-4 (D) был выведен на расчётную орбиту 13 марта[4]. После завершения испытаний и ввода спутника в эксплуатацию, система TDRSS 25 октября 1989 года была объявлена полностью функционирующей. TDRS-4 работает в точке 41° з. д. на орбите с наклонением 2,90°[5]. Продолжительность полёта составила 4 суток 23 часа 40 минут[6].
- Второй полёт — STS-38[7], шаттл «Атлантис». С 15 по 20 ноября 1990 года в качестве командира корабля. Полёт проводился в интересах Министерства обороны США. Продолжительность полёта составила 4 суток 21 час 55 минут[8].

Общая продолжительность полётов в космос — 9 суток 21 час 35 минут.

## После полётов
Ушёл из отряда астронавтов НАСА и в отставку из Вооружённых Сил в декабре 1990 года.

## Награды и премии
Награждён: Медаль «За космический полёт» (1989 и 1990), Крест лётных заслуг (США), Бронзовая звезда (США), Воздушная медаль (США) (21 медаль) и многие другие.